# Нечаевка (Сумский район)
Неча́евка (укр. Нечаївка) — село,
Сульский сельский совет,
Сумский район,
Сумская область,
Украина.
Присоединено к селу Сула в 1987 году .

## Географическое положение
Село Нечаевка находится на берегу реки Сула.
На расстоянии в 1 км расположено село Сула.
Рядом проходит автомобильная дорога Н-07.

## История
- 1987 — присоединено к селу Сула [1].